# Машинска школа Приједор
Машинска школа Приједор је средња школа у општини Приједор намењена за образовање и васпитање ученика трећег и четвртог степена. Налази се у улици Николе Пашића 4, у Приједору.

## Историјат
Школски центар „Илија Стојановић” је основан 1972. године интеграцијом Школе ученика у привреди основане 1921. године, Школе са практичном обуком из Љубије основане 1925. и одељења Техничке школе из Бања Луке која је отворена у Приједору 1968. године. Центар је у свом саставу садржао Техничку школу машинског и електротехничког одељења, Школу са практичном обуком и Школу за ученике у привреди.
Године 1976. у Школском техничком центру „Илија Стојановић” је основана Машинска школа као организациона јединица. Организација удруженог рада школе је формирана 1. јула 1977. у оквиру Центра за усмерено образовање Приједор, од маја 1991. године школа ради самостално. Прелази 28. септембра 2000. године у санирани објекат, који на основу одлуке Министарства просвете и културе Републике Српске дели по вертикали са Електротехничком школом. Садржи образовне профиле Машинство и обрада метала са занимањима Техничар CNC технологија, Машински техничар за компјутерско конструисање, Варилац, Бравар–заваривач, Аутомеханичар, Обрађивач метала резањем и Алатничар, Шумарство и обрада дрвета са занимањима Техничар за обраду дрвета и Техничар за обраду дрвета CNC и Саобраћај са занимањима Техничар друмског саобраћаја и Техничар логистике и шпедиције.